# Mõniste (község)
Mõniste község község Võrumaa megye délnyugati részén. A községet Katrin Roop polgármester vezeti. A község lakossága 2016. január elsején 859 fő volt, amely 174,8 km²-es területét tekintve 4,9 fő/km² népsűrűséget jelent.

## Közigazgatási beosztás

### Falvak
Mõniste község területéhez 17 falu tartozik: Hürova, Hüti, Kallaste, Karisöödi, Koemetsa, Kuutsi, Mõniste, Parmupalu, Peebu, Sakurgi, Saru, Singa, Tiitsa, Tundu, Tursa, Vastse-Roosa, valamint Villike.

## Fordítás
Ez a szócikk részben vagy egészben  a   Mõniste vald című észt Wikipédia-szócikk ezen változatának fordításán alapul.  Az eredeti cikk szerkesztőit annak laptörténete sorolja fel. Ez a jelzés csupán a megfogalmazás eredetét és a szerzői jogokat jelzi, nem szolgál a cikkben szereplő információk forrásmegjelöléseként.